# Europa Galante
Europa Galante – włoski zespół instrumentalistów specjalizujący się w wykonaniach muzyki dawnej, zwłaszcza barokowej. Został założony w 1990 z inicjatywy Fabio Biondiego.
Zespół współpracuje z Fondazione Santa Cecilia z Rzymu restaurując XVIII-wieczne włoskie opery takie jak La Passione di Gesù Cristo Caldary czy Sant'Elena al Calvario Leonardo Leo.

## Nagrody
Dwa razy był nominowany do Grammy – w 2004 za Concerti per mandolini, concerti con molti strumenti oraz w 2006 za Bajazet Vivaldiego. Zdobył także wiele innych nagród takich jak: Premio Cini, Choc dé la Musique (za debiutancką płytę), Golden Diapason (5 razy), Golden Diapason of the Year we Francji, RTL Prize, nominacje do Record of the Year w Hiszpanii, Kanadzie, Szwecji, Francji, Finlandii, Prix du Disque.

## Koncerty
Zespół koncertował w takich miejscach jak La Scala w Mediolanie, Accademia di Santa Cecilia w Rzymie, Suntory Hall w Tokio, Concertgebouw w Amsterdamie, Royal Albert Hall w Londynie, Musikverein w Wiedniu, Lincoln Center w Nowym Jorku czy Sydney Opera House. Wystąpił również kilkakrotnie w Polsce.

### Koncerty w Polsce
| Data       | Miejsce                                              | Materiał                                                           | Uwagi                                                                             |
| ---------- | ---------------------------------------------------- | ------------------------------------------------------------------ | --------------------------------------------------------------------------------- |
| 14.04.2006 | Filharmonia Krakowska                                | Gesù sotto il peso della croce Majo                                | w ramach festiwalu Misteria Paschalia                                             |
| 04.04.2007 | Filharmonia Krakowska                                | La Santissima Annunziata Scarlattiego                              | w ramach festiwalu Misteria Paschalia                                             |
| 05.04.2007 | Kościół Świętych Apostołów Piotra i Pawła w Krakowie | Stabat Mater Boccheriniego i in.                                   | w ramach festiwalu Misteria Paschalia                                             |
| 16.03.2008 | Kraków                                               | Opera "Bajazet" Antonia Vivaldiego                                 | w ramach Festiwalu "Misteria Paschalia"                                           |
| 23.01.2009 | Filharmonia Krakowska                                | Ercole su’l Termodonte Vivaldiego                                  | w ramach cyklu Opera Rara                                                         |
| 12.04.2009 | Opera Krakowska                                      | Il Faraone Sommerso Fago                                           | w ramach festiwalu Misteria Paschalia                                             |
| 23.10.2009 | Teatr im. Słowackiego w Krakowie                     | Agrippina Händla                                                   | w ramach cyklu Opera Rara                                                         |
| 05.04.2010 | Filharmonia Krakowska                                | Arie i oratoria Vivaldiego                                         | w ramach festiwalu Misteria Paschalia                                             |
| 06.08.2010 | Filharmonia Narodowa w Warszawie                     | Vincenzo Bellini Norma                                             | koncert w ramach VI. Międzynarodowego Festiwalu Muzycznego "Chopin i jego Europa" |
| 19.04.2011 | Filharmonia Krakowska w Krakowie                     | Leonardo Leo - Oratorium "Święta Helena na Kalwarii"               | w ramach festiwalu Misteria Paschalia                                             |
| 16.12.2012 | Kościół św. Jana w Gdańsku                           | Koncerty i arie operowe Antonia Vivaldiego                         | w ramach Festiwalu Actus Humanus                                                  |
| 22.07.2023 | Kościół Pokoju w Świdnicy                            | Sonaty Skrzypcowe: Corelli, Vivaldi, Geminiani, Tartini, Locatelli | w ramach Festiwalu Bachowskiego Świdnica                                          |

## Dyskografia

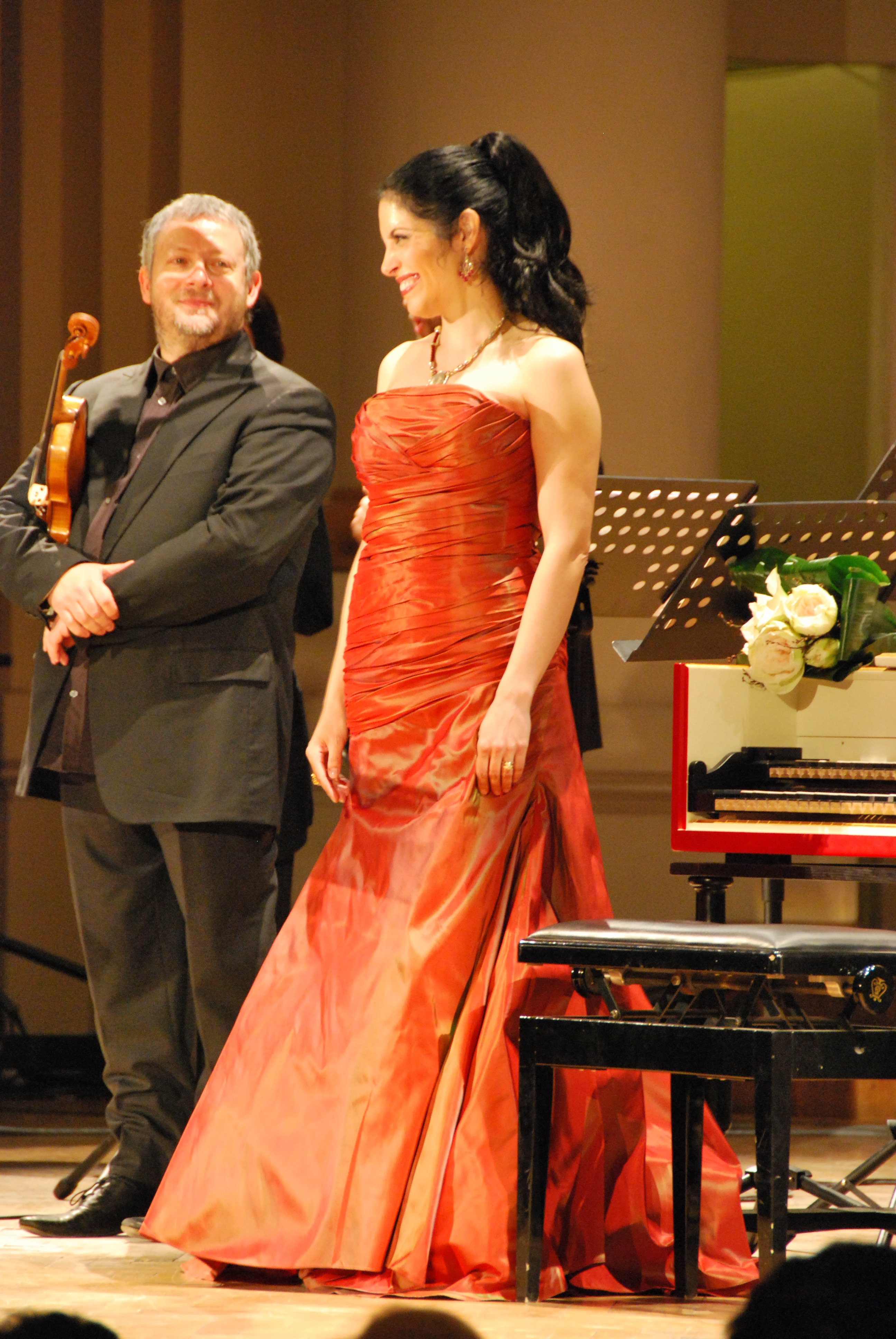
Fabio Biondi i Vivica Genaux, Misteria Paschalia, 5 kwietnia 2010

- 1990 – Vivaldi: Concerti RV 129, 130, 169, 202, 517, 547, 761; Europa Galante / Fabio Biondi; L'Arte di Fabio Biondi vol. 20; Opus 111 OPS 30-9004
- 1991 – Boccherini: Sei trii opera 47; Europa Galante / Fabio Biondi; L'Arte di Fabio Biondi vol.3; Opus 111 OPS 41-9105
- 1991 – Malipiero: Casella, Pizzetti, Respighi; Il Violino della Generazione dell'Ottanta in Italia / Fabio Biondi / Luigi di Llio; L'Arte di Fabio Biondi Vol.12; Opus 111 OPS 44-9202
- 1991 – Vivaldi: Le Quattro Stagioni; Europa Galante / Fabio Biondi; L'Arte di Fabio Biondi vol. 21; Opus 111 OPS 56-9120
- 1992 – Scarlatti: Cain overo Il primo omicidio; Concerto Italiano / Rinaldo Alessandrini / Europa Galante – Fabio Biondi; L'Arte di Fabio Biondi vol. 13; Opus 111 OPS 30-75/76
- 1992 – Tartini: Five sonatas for violin and basso continuo; Biondi / Naddeo / Alessandrini / Montheillet; L'Arte di Fabio Biondi vol.18; Opus 111 OPS 59-9205
- 1992 – Castello: Sonate Concertate; Europa Galante / Fabio Biondi; L'Arte di Fabio Biondi vol.4; Opus 111 OPS 30-62
- 1993 – Scarlatti: Maddalena; Europa Galante / Fabio Biondi / Gloria Banditelli / Rossana Bertini / Silvia Piccolo; L'Arte di Fabio Biondi vol.15; Opus 111 OPS 30-96
- 1993 – Boccherini: 3 String Quintets; Europa Galante / Fabio Biondi; L'arte di Fabio Biondi vol.2; Opus 111 OPS 30-82
- 1993 – Robert & Clara Schumann: 2 Sonatas for Violin & Piano - 3 Romances op.22; Fabio Biondi / Luigi di Llio; L'Arte di Fabio Biondi vol.17; Opus 111 OPS 30-77
- 1993 – The poet-violinist Fabio Biondi (Biber – Tartini – Benda – Bruni – Fiorillo – Rode – Prokofjew); Fabio Biondi; L'arte di Fabio Biondi vol. 24; Opus 111 OPS 30-95
- 1993 – Vivaldi: Concerti RV 133, 281, 286, 407, 511, 531, 541; Europa Galante / Fabio Biondi; L'Arte di Fabio Biondi vol.22; Opus 111 OPS 30-86
- 1994 – Handel: Poro; Europa Galante / Fabio Biondi; L'Arte di Fabio Biondi vol. 8; Opus 111 OPS 30-113/115
- 1995 – Schubert: Sonatas for violin and fortepiano; Europa Galante / Fabio Biondi; L'Arte di Fabio Biondi vol.16; Opus 111 OPS 30-126
- 1995 – Pergolesi – Leo: Salve Regina; Europa Galante / Fabio Biondi / Barbara Schlick; L'arte di Fabio biondi vol. 10; Opus 111 OPS 30-88
- 1995 – Scarlatti: Humanità e Lucifero; Europa Galante / Fabio Biondi / Rossana Bertini / Massimo Crispi; L'arte di Fabio Biondi vol. 14; Opus 111 OPS 30-129
- 1995 – Locatelli: Concerti Grossi, Il Pianto d'Arianna; Europa Galante / Fabio Biondi; L'arte di Fabio Biondi vol. 11; Opus 111 OPS 30-104
- 1995 – Veracini: Sonate Accademiche; Europa Galante / Fabio Biondi; L'arte di Fabio Biondi vol. 19; Opus 111 OPS 30- 138
- 1996 – Corelli: Concerti Grossi Op. 6 Volume II; Europa Galante / Fabio Biondi; L'Arte di Fabio Biondi vol.6; Opus 111 OPS 30-155
- 1996 – Corelli: Concerti Grossi Op. 6 Volume I ; 6 Volume II; Europa Galante / Fabio Biondi; L'Arte di Fabio Biondi vol.5; Opus 111 OPS 30-147
- 1996 – Vivaldi: Sonate di Dresda; Europa Galante / Fabio Biondi; L'Arte di Fabio Biondi vol.23; Opus 111 OPS 30-154
- 1996 – Handel: Arie e duetti d'amore; Europa Galante / Fabio Biondi/ Gloria Banditelli / Sandrine Piau; L'Arte di Fabio Biondi vol.9; Opus 111 OPS 30-174
- 1996 – Bach: Sonaten fr Violine und Cembalo BWV 1014-1019; Rinaldo Alessandrini / Fabio Biondi; L'Arte di Fabio Biondi vol.1; Opus 111 OPS 30-127/128
- 1997 – Mozart: Violin Sonatas KV 306, 380, 454; Olga Tverskaya / Fabio Biondi; L'Arte di Fabio Biondi vol.25; Opus 111 OPS 30-216
- 1997 – Geminiani: Concerti Grossi op. 3; Europa Galante / Fabio Biondi; L'Arte di Fabio Biondi vol.7; Opus 111 OPS 30-172
- 1998 – Farina – Legrenzi – Rossi: Invenzioni e Stravaganze; Europa Galante / Fabio Biondi; L'Arte di Fabio Biondi vol.26; Opus 111 OPS 30-186
- 1998 – Vivaldi : L'estro armonico; Europa Galante / Fabio Biondi; Virgin Classics 5453152
- 1999 – Caldara: La Passione di Gesù Cristo Signor Nostro; Patricia Petibon / Francesca Pedaci / Laura Polverelli / Sergio Foresti / Athestis Chorus / Europa Galante / Fabio Biondi; Virgin Classics 5453252
- 1999 – Bach: Concertos; Fabio Biondi / Europa Galante; Virgin Classics 5453612
- 2000 – Vivaldi: Violin Concertos (La Tempesta di Mare); Fabio Biondi / Europa Galante; Virgin Classics 5454242
- 2001 – Bach: Cantatas 55 e 82a, Arias; Ian Bostridge / Fabio Biondi / Europa Galante; Virgin Classics 5454202
- 2001 – Vivaldi: Stabat Mater, Nisi Dominus, Longe mala; David Daniels / Fabio Biondi / Europa Galante; Virgin Classics 5454742
- 2001 – Boccherini: String Quintets; Minuet in A; Europa Galante; Virgin Classics 5454212
- 2001 – Vivaldi: Il cimento dell'armonia e dell'inventione; Fabio Biondi / Europa Galante; Virgin Classics 5454652
- 2002 – Scarlatti: Concerti & Sinfonie; Fabio Biondi / Europa Galante; Virgin Classics 5454952
- 2002 – Vivaldi: Concerti per mandolini; Fabio Biondi / Europa Galante; Virgin Classics 5455272
- 2003 – Boccherini: Guitar Quintets; Europa Galante; Virgin Classics 5456062 / 5456072
- 2003 – Vivaldi: Le Quattro Stagioni; Fabio Biondi / Europa Galante; Virgin Classics 5455472 / 5455652
- 2003 – Italian Violin Sonatas; Fabio Biondi / Europa Galante; Virgin Classics 5455622 / 5455882
- 2004 – Scarlatti: La Santissima Trinità; Fabio Biondi / Europa Galante; Virgin Classics 5456662
- 2004 – Vivaldi: Motets; Patrizia Ciofi / Fabio Biondi / Europa Galante; Virgin Classics 5457042
- 2005 – Vivaldi: Bajazet; Ildebrando D'Arcangelo / David Daniels / Patrizia Ciofi / Vivica Genaux / Marijana Mijanovic / Elīna Garanča / Fabio Biondi / Europa Galante; Virgin Classics 5456762
- 2005 – Vivaldi: Concerti con molti strumenti, Vol.2; Fabio Biondi / Europa Galante; Virgin Classics 5457232
- 2006 – Mozart: Violin Concertos 1-3; Fabio Biondi / Europa Galante; Virgin Classics 3447062
- 2006 – Pergolesi: Stabat Mater; Dorothea Röschmann / David Daniels / Europa Galante / Fabio Biondi; Virgin Classics 3633402
- 2007 – Improvisata - Sinfonie con Titoli; Fabio Biondi / Europa Galante; Virgin Classics 36343020
- 2007 – Vivaldi: Concerti per viola d'amore; Fabio Biondi / Europa Galante; Virgin Classics 3951462
- 2009 – Boccherini: Trio, Quartet, Quintet & Sextet For Strings; Fabio Biondi / Europa Galante; Virgin Records B001MDH5E8
- 2009 – Pyrotechnics - Vivaldi Opera Arias; Vivica Genaux / Fabio Biondi / Europa Galante; Virgin Classics
- 2010 – Vivaldi: Ercole su'l Termodonte; Rolando Villazón / Vivica Genaux / Joyce DiDonato / Patrizia Ciofi / Diana Damrau / Romina Basso / Philippe Jaroussky / Topi Lehtipuu / Fabio Biondi / Europa Galante; Virgin Classics
- 2011 – Vivaldi: La Stravaganza; Fabio Biondi / Europa Galante; Virgin Classics

Opracowano na podstawie.